# Rothbury (Michigan)
Rothbury é uma vila localizada no estado americano de Michigan, no Condado de Oceana.

## Demografia
Segundo o censo americano de 2000, a sua população era de 416 habitantes.
Em 2006, foi estimada uma população de 443, um aumento de 27 (6.5%).

## Geografia
De acordo com o United States Census Bureau tem uma área de
2,6 km², dos quais 2,6 km² cobertos por terra e 0,0 km² cobertos por água.

## Localidades na vizinhança
O diagrama seguinte representa as localidades num raio de 16 km ao redor de Rothbury.